# Palácio de Christiansborg (1º)
 O primeiro Palácio de Christiansborg em Copenhague, Dinamarca, foi construído na ilha de Slotsholmen em 1745 como uma nova residência principal para o rei Cristiano VI da Dinamarca-Noruega. Foi erguido no mesmo local de seu antecessor, o Castelo de Copenhague, que havia assumido uma aparência monstruosa e começado a desmoronar sob seu próprio peso após várias extensões.
O palácio existiu por pouco menos de meio século, já que foi quase completamente destruído por um incêndio em 1794. As partes sobreviventes, que incluíam os jardins de exibição, o teatro da corte e a Ponte de Mármore com seus dois pavilhões, foram incorporadas ao segundo Palácio de Christiansborg que o sucedeu. Essas partes também sobreviveram ao incêndio de 1884, que destruiu o segundo palácio, e agora fazem parte do atual Palácio de Christiansborg, que abriga o Parlamento Dinamarquês, o Supremo Tribunal e o Gabinete do Primeiro-Ministro.

## História

### Construção do novo palácio
A demolição do antigo e superextendido Castelo de Copenhague começou em 1731 para dar lugar ao novo palácio, que foi nomeado Christiansborg em homenagem ao seu fundador. O rei encomendou ao arquiteto Elias David Häusser a construção do novo palácio.
A construção do magnífico novo palácio começou em 1733. A estrutura foi projetada para ser um grandioso palácio barroco em forma de quadrado, completo com estábulos, um teatro da corte e uma igreja palaciana. Refletindo a grandiosidade de uma monarquia absoluta, o novo Christiansborg tornou-se o maior palácio do norte da Europa, com 348 salas projetadas para acomodar cerca de 1000 pessoas da Corte Real.
A partir de 1736, os arquitetos mais jovens Lauritz de Thurah e Nicolai Eigtved assumiram o design de interiores. Em 1738, uma comissão palaciana foi estabelecida para supervisionar a construção, que enfrentou dificuldades financeiras e progresso lento. Apesar desses desafios, em 1740 partes do palácio estavam prontas para uso, e Cristiano VI mudou-se para lá em 26 de novembro de 1740.
Com a aposentadoria de Häusser em 1742, Eigtved foi encarregado de concluir o palácio, o que ele fez até 1745. A comissão palaciana foi dissolvida em 22 de fevereiro de 1745.
O custo total do novo palácio foi de 2,7 milhões de Rigsdaler, metade da renda anual do estado.

### O incêndio de 1794
Em 26 de fevereiro de 1794, um incêndio eclodiu no Palácio de Christiansborg, originado por um fogão superaquecido perto do Grande Salão. O fogo levou à destruição do palácio, com apenas algumas partes sobrevivendo, como os Estábulos Reais e o teatro da corte. Após o incêndio, o rei mudou-se para o Palácio de Amalienborg, e a construção de um novo palácio foi adiada devido a várias crises nacionais.

## Arquitetura e obras de arte

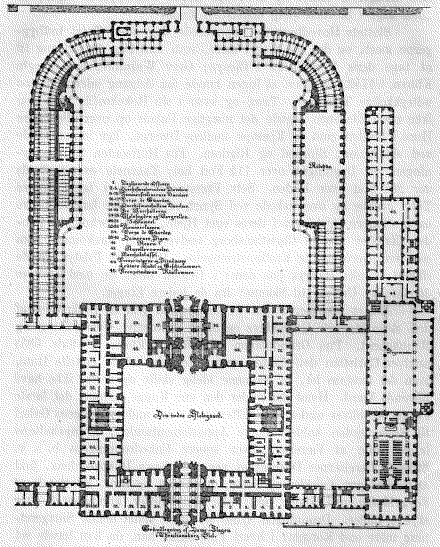
Planta do primeiro Christiansborg

### Layout geral
O complexo do palácio, em estilo Rococó, consistia em um edifício principal de quatro alas conectado a vários outros edifícios, incluindo um teatro da corte e estábulos, dispostos em torno de grandes jardins de exibição. Havia também uma capela anexa localizada no local da atual Capela de Christiansborg. Foi o maior palácio da Europa por um breve período, até ser destruído pelo incêndio.
A principal entrada do palácio era através da ainda existente Ponte de Mármore, hoje localizada na parte traseira do atual Christiansborg, e dos jardins de exibição.

### Edifício principal
O edifício principal tinha 36 metros de altura, com um telhado revestido de cobre e uma torre com agulha de 84 metros de altura localizada acima da entrada principal, voltada para os jardins de exibição. A fachada era coberta por arenito e ricamente decorada com vasos, relevos, esculturas e detalhes ornamentais em cornijas e molduras de janelas.
O interior também era em estilo Rococó e ricamente decorado. O trabalho na produção de obras de arte e decorações para o palácio continuou durante todo o reinado de Frederico V, e o Grande Salão, projetado por Nicolas-Henri Jardin, só foi inaugurado em 10 de novembro de 1766 por Cristiano VII. Entre os artistas que tiveram seu destaque com suas contribuições para o palácio estão os pintores Nikolaj Abildgaard e Hendrick Krock e os escultores Johannes Wiedewelt, Simon Stanley e Johan Mandelberg.